# 六日町八海山スキー場
六日町八海山スキー場（むいかまちはっかいさんスキーじょう）は、新潟県南魚沼市八海山に位置する関越道沿線のスキー場。旧コクドの経営を引き継いだ西武・プリンスホテルズワールドワイドが経営する。コースは急斜面が多く、隣接のスキー場よりも全体的に中・上級者向け。

## 概要
- 山麓は比較的なだらか、中腹から山頂にかけて斜度のあるコース配置となっている。全般的に斜度のあるコースが多く中・上級者向けのスキー場である。特にエキスパートコースは無整備のため、パウダー時にはスキーヤー・ボーダーともに十分にパウダーを楽しむことが出来る。
- ロープウェイを中心に配置されているコースは主に中・上級者向けのコースだが、迂回コースも用意されており初級者でも滑れ、なおかつ迂回コースは最も長いので、景色を楽しみながら滑る事も出来る。
- 山麓のベースキャンプの他に、ロープウェイの中間地点付近にもレストハウス「ダウンヒル」がある。
- ロープウェイ（八海山ロープウェー）は、かつてゴンドラであった。
- グリーンシーズンは、登山やドッグラン、滑走コースでのマウンテンバイク乗車が可能。秋の紅葉シーズンのロープウェーは紅葉を見ることができる。
- オープン当初は現在ある初心者コースが設定されていなかった。

## 索道
- 八海山ロープウェー（81人乗り）
  - 延長2,217 m。2001年（平成13年）12月15日に運輸開始[1]。
- 第1ロマンスリフト（2人乗り）
  - 延長651 m。1984年（昭和59年）12月23日に運輸開始[2]。
- 第2ロマンスリフト（2人乗り）
  - 延長651 m。1984年（昭和59年）12月23日に運輸開始[2]。
- 第3ロマンスリフト（2人乗り）
  - 延長969 m。1990年（平成2年）12月20日に運輸開始[2]。

2022-23シーズン 支柱の不具合のため運休（）

## 施設
- 索道
ロープウェイ1基、ペアリフト3基
- ベースキャンプ（スキーセンター）
- 駐車場 1,000台（平日無料、休日土日500円）

## アクセス
公共交通
- JR上越線・北越急行ほくほく線 六日町駅から南越後観光バス MH線 「八海山スキー場」行乗車（所要約30分）、終点下車すぐ
  - スキー場に乗り入れる便が運行されるのは季節限定である。

自動車
- 関越自動車道六日町ICより国道253号・国道17号・県道12km。